# روتي دو سود 2017
روتي دو سود 2017 (بالألمانية: Route du Sud 2017)  هو سباق دراجات هوائية، وهو الموسم رقم 41 من السباق، وأقيم خلال الفترة 15 يونيو 2017، وحتى 18 يونيو 2017، وهو أحد سباقات طواف أوروبا للدراجات 2017، وهو من نوع سباق المرحلة، وهو من نوع سباق الدراجات.
فاز فيه بالمركز الأول سيلفان ديلير، وبالمركز الثاني ريتشارد كاراباز، وبالمركز الثالث كيني إليسوند.

## المراحل
| المرحلة   | التاريخ  | الدورة                                  | type | المسافة (كم) | الفائز بالمرحلة | القائد العام |
| --------- | -------- | --------------------------------------- | ---- | ------------ | --------------- | ------------ |
| المرحلة 1 | 15 يونيو | Villeveyrac ‏ – Saint-Pons-de-Thomières ‏ |      | 176٫6        | Julien Loubet ‏  |              |
| المرحلة 2 | 16 يونيو | – Saramon ‏                              |      | 173٫8        | إيليا فيفياني   |              |
| المرحلة 3 | 17 يونيو | سان جودان – Gavarnie-Gèdre ‏             |      | 167          | بيير رولان      |              |
| المرحلة 4 | 18 يونيو | Saint-Michel, Gers ‏ – Nogaro ‏           |      | 154٫8        | توماس سكالي     |              |

## التصنيف العام النهائي
| \| التصنيف العام \| التصنيف العام \| التصنيف العام \| التصنيف العام \| التصنيف العام \| \| العداء \| العداء \| الفريق \| الوقت \| \| \| ------------- \| --------------- \| ------------------------------- \| -------------- \| ------------- \| \| 1 \| سيلفان ديلير \| BMC Racing Team \| 17 س 11 د 09 ث \| \| \| 2 \| ريتشارد كاراباز \| Movistar Team \| \| \| \| 3 \| كيني إليسوند \| Team Sky \| \| \| \| 4 \| برايس فيلو \| Fortuneo-Vital Concept \| \| \| \| 5 \| ديفيد أرويو \| كاجا رورال-سيغوروس [الإنجليزية]‏ \| \| \| |                 |                        |                |  |
| |                 |                        |                |  |
| |                 |                        |                |  |
| التصنيف العام |                 |                        |                |  |
| العداء | العداء          | الفريق                 | الوقت          |  |
| 1 | سيلفان ديلير    | BMC Racing Team        | 17 س 11 د 09 ث |  |
| 2 | ريتشارد كاراباز | Movistar Team          |                |  |
| 3 | كيني إليسوند    | Team Sky               |                |  |
| 4 | برايس فيلو      | Fortuneo-Vital Concept |                |  |
| 5 | ديفيد أرويو     | كاجا رورال-سيغوروس ‏    |                |  |